# Internazionali Femminili di Palermo 2020 - Qualificazioni singolare
Le qualificazioni del singolare degli Internazionali Femminili di Palermo 2020 sono state un torneo di tennis preliminare per accedere alla fase finale della manifestazione. Le vincitrici dell'ultimo turno sono entrate di diritto nel tabellone principale. In caso di ritiro di una o più giocatrici aventi diritto a queste sono subentrati le lucky loser, ossia le giocatrici che hanno perso nell'ultimo turno ma che avevano una classifica più alta rispetto alle altre partecipanti che avevano comunque perso nel turno finale.

## Teste di serie
1. Varvara Gracheva (secondo turno)
2. Aliona Bolsova (secondo turno)
3. Greet Minnen (primo turno)
4. Océane Dodin (ultimo turno, lucky loser)

1. Liudmila Samsonova (qualificata)
2. Aliaksandra Sasnovich (qualificata)
3. Kaja Juvan (qualificata)
4. Ysaline Bonaventure (secondo turno)

## Qualificate
1. Kaja Juvan
2. Liudmila Samsonova

1. Aliaksandra Sasnovich
2. Nadia Podoroska

### Lucky loser
1. Océane Dodin

## Tabellone

### Legenda
| - Q = Qualificato - WC = Wild card - LL = Lucky loser | - ALT = Alternate - SE = Special Exempt - PR = Protected Ranking | - w/o = Walkover - r = Ritirato - d = Squalificato |

### Sezione 1
|  | Primo turno            | Primo turno            | Primo turno            | Primo turno | Primo turno |  |  | Secondo turno | Secondo turno       | Secondo turno    | Secondo turno | Secondo turno |   |   | Ultimo turno | Ultimo turno     | Ultimo turno     | Ultimo turno | Ultimo turno |  |
|  |                        |                        |                        |             |             |  |  |               |                     |                  |               |               |   |   |              |                  |                  |              |              |  |
|  | 1                      | Varvara Gracheva       | Varvara Gracheva       | 6           | 6           |  |  |               |                     |                  |               |               |   |   |              |                  |                  |              |              |  |
|  | WC                     | Matilde Paoletti       | Matilde Paoletti       | 0           | 1           |  |  | 1             | Varvara Gracheva    | Varvara Gracheva | 2             | 0             |   |   |              |                  |                  |              |              |  |
|  | Giulia Gatto-Monticone | Giulia Gatto-Monticone | Giulia Gatto-Monticone | 4           | 6           |  |  |               | Martina Trevisan    | Martina Trevisan | 6             | 6             |   |   |              |                  |                  |              |              |  |
|  | Martina Trevisan       | Martina Trevisan       | Martina Trevisan       | 6           | 7           |  |  |               |                     |                  |               |               |   |   |              | Martina Trevisan | Martina Trevisan | 68           | 1            |  |
|  |                        | Elena-Gabriela Ruse    | Elena-Gabriela Ruse    | 7           | 6           |  |  |               |                     | 7                | Kaja Juvan    | Kaja Juvan    | 7 | 6 |              |                  |                  |              |              |  |
|  | WC                     | Dalila Spiteri         | Dalila Spiteri         | 5           | 2           |  |  |               | Elena-Gabriela Ruse | 6                | 1             | 2             |   |   |              |                  |                  |              |              |  |
|  |                        | Magdalena Fręch        | 6                      | 2           | 4           |  |  | 7             | Kaja Juvan          | 2                | 6             | 6             |   |   |              |                  |                  |              |              |  |
|  | 7                      | Kaja Juvan             | 2                      | 6           | 6           |  |  |               |                     |                  |               |               |   |   |              |                  |                  |              |              |  |

### Sezione 2
|  | Primo turno      | Primo turno        | Primo turno        | Primo turno | Primo turno |  |  | Secondo turno | Secondo turno      | Secondo turno | Secondo turno      | Secondo turno      |   |   | Ultimo turno | Ultimo turno     | Ultimo turno     | Ultimo turno | Ultimo turno |  |
|  |                  |                    |                    |             |             |  |  |               |                    |               |                    |                    |   |   |              |                  |                  |              |              |  |
|  | 2                | Aliona Bolsova     | 62                 | 6           | 6           |  |  |               |                    |               |                    |                    |   |   |              |                  |                  |              |              |  |
|  | WC               | Melania Delai      | 7                  | 3           | 1           |  |  | 2             | Aliona Bolsova     | 6             | 5                  | 4                  |   |   |              |                  |                  |              |              |  |
|  | Bibiane Schoofs  | Bibiane Schoofs    | 2                  | 6           | 2           |  |  |               | Laura Ioana Paar   | 4             | 7                  | 6                  |   |   |              |                  |                  |              |              |  |
|  | Laura Ioana Paar | Laura Ioana Paar   | 6                  | 1           | 6           |  |  |               |                    |               |                    |                    |   |   |              | Laura Ioana Paar | Laura Ioana Paar | 2            | 69           |  |
|  |                  | Marta Kostyuk      | Marta Kostyuk      | 6           | 6           |  |  |               |                    | 5             | Liudmila Samsonova | Liudmila Samsonova | 6 | 7 |              |                  |                  |              |              |  |
|  | Alt              | Daniela Seguel     | Daniela Seguel     | 1           | 2           |  |  |               | Marta Kostyuk      | 6             | 4                  | 3                  |   |   |              |                  |                  |              |              |  |
|  | Alt              | Tereza Mrdeža      | Tereza Mrdeža      | 3           | 4           |  |  | 5             | Liudmila Samsonova | 4             | 6                  | 6                  |   |   |              |                  |                  |              |              |  |
|  | 5                | Liudmila Samsonova | Liudmila Samsonova | 6           | 6           |  |  |               |                    |               |                    |                    |   |   |              |                  |                  |              |              |  |

### Sezione 3
|  | Primo turno         | Primo turno           | Primo turno           | Primo turno | Primo turno |  |  | Secondo turno       | Secondo turno         | Secondo turno         | Secondo turno         | Secondo turno         |   |   | Ultimo turno | Ultimo turno      | Ultimo turno      | Ultimo turno | Ultimo turno |  |
|  |                     |                       |                       |             |             |  |  |                     |                       |                       |                       |                       |   |   |              |                   |                   |              |              |  |
|  | 3                   | Greet Minnen          | 0                     | 6           | 1           |  |  |                     |                       |                       |                       |                       |   |   |              |                   |                   |              |              |  |
|  |                     | Lara Arruabarrena     | 6                     | 2           | 6           |  |  | Lara Arruabarrena   | Lara Arruabarrena     | Lara Arruabarrena     | 6                     | 6                     |   |   |              |                   |                   |              |              |  |
|  | Martina Di Giuseppe | Martina Di Giuseppe   | 0                     | 6           | 6           |  |  | Martina Di Giuseppe | Martina Di Giuseppe   | Martina Di Giuseppe   | 2                     | 3                     |   |   |              |                   |                   |              |              |  |
|  | Chloé Paquet        | Chloé Paquet          | 6                     | 2           | 4           |  |  |                     |                       |                       |                       |                       |   |   |              | Lara Arruabarrena | Lara Arruabarrena | 5            | 62           |  |
|  | Tereza Martincová   | Tereza Martincová     | 4                     | 6           | 6           |  |  |                     |                       | 6                     | Aliaksandra Sasnovich | Aliaksandra Sasnovich | 7 | 7 |              |                   |                   |              |              |  |
|  | Leonie Küng         | Leonie Küng           | 6                     | 2           | 1           |  |  |                     | Tereza Martincová     | Tereza Martincová     | 3                     | r                     |   |   |              |                   |                   |              |              |  |
|  |                     | Anastasiya Komardina  | Anastasiya Komardina  | 5           | 2           |  |  | 6                   | Aliaksandra Sasnovich | Aliaksandra Sasnovich | 6                     |                       |   |   |              |                   |                   |              |              |  |
|  | 6                   | Aliaksandra Sasnovich | Aliaksandra Sasnovich | 7           | 6           |  |  |                     |                       |                       |                       |                       |   |   |              |                   |                   |              |              |  |

### Sezione 4
|  | Primo turno      | Primo turno         | Primo turno      | Primo turno | Primo turno |  |  | Secondo turno | Secondo turno       | Secondo turno | Secondo turno   | Secondo turno |   |   | Ultimo turno | Ultimo turno | Ultimo turno | Ultimo turno | Ultimo turno |  |
|  |                  |                     |                  |             |             |  |  |               |                     |               |                 |               |   |   |              |              |              |              |              |  |
|  | 4                | Océane Dodin        | Océane Dodin     | 6           | 6           |  |  |               |                     |               |                 |               |   |   |              |              |              |              |              |  |
|  | WC               | Federica Bilardo    | Federica Bilardo | 3           | 1           |  |  | 4             | Océane Dodin        | 6             | 1               | 6             |   |   |              |              |              |              |              |  |
|  | Yanina Wickmayer | Yanina Wickmayer    | 0                | 6           | 6           |  |  |               | Yanina Wickmayer    | 2             | 6               | 1             |   |   |              |              |              |              |              |  |
|  | Barbara Haas     | Barbara Haas        | 6                | 2           | 3           |  |  |               |                     |               |                 |               |   |   | 4            | Océane Dodin | 6            | 4            | 3            |  |
|  | Réka Luca Jani   | Réka Luca Jani      | Réka Luca Jani   | 3           | 1           |  |  |               |                     |               | Nadia Podoroska | 2             | 6 | 6 |              |              |              |              |              |  |
|  | Nadia Podoroska  | Nadia Podoroska     | Nadia Podoroska  | 6           | 6           |  |  |               | Nadia Podoroska     | 6             | 5               | 6             |   |   |              |              |              |              |              |  |
|  |                  | Indy de Vroome      | 6                | 69          | 2           |  |  | 8             | Ysaline Bonaventure | 3             | 7               | 3             |   |   |              |              |              |              |              |  |
|  | 8                | Ysaline Bonaventure | 3                | 7           | 6           |  |  |               |                     |               |                 |               |   |   |              |              |              |              |              |  |